# Luzuriaga polyphylla
 Luzuriaga polyphylla («quilineja», «coral», «palma») es una especie fanerógama perteneciente a la familia de las alstroemeriáceas.

## Descripción
Es un planta trepadora, siempreverde que se adhiere a los  troncos por medio de raíces finas. Las hojas son alternas, disticas, de borde entero, de forma oblongo-lanceoladas con el ápice agudo que termina en un mucrón. Las láminas foliares son de color verde claro de 0,8 a 2,5 cm de longitud y 0,4 a 1 cm de ancho. En el envés se aprecian claramente 5 a 8 líneas de color blanco. Las flores hermafroditas de 1 cm de largo, solitarias o reunidas de dos a cuatro en inflorescencias. Presentan seis tépalos desiguales de color blanco, seis estambres, estilo más largo que los estambres, terminado en un estigma tri-lobulado. El fruto es una baya globosa, lisa, de color rojo-anaranjado, de 0,6 a 0,8 cm de diámetro.

## Distribución geográfica y hábitat
Es nativa de Chile, desde la provincia de Maule a la provincia de Aisén, donde crece en lugares sombríos y húmedos.

## Importancia económica y cultural
Tiene un gran potencial como especie ornamental. Los tallos se utilizan para confeccionar artesanías y utensilios domésticos.